# Maladera hivae
Maladera hivae är en skalbaggsart som beskrevs av Olivier Montreuil och Keith 2009. Maladera hivae ingår i släktet Maladera och familjen Melolonthidae. Inga underarter finns listade i Catalogue of Life.